# Казали (Ријети)
Казали је насеље у Италији у округу Ријети, региону Лацио.
Према процени из 2011. у насељу је живело 892 становника. Насеље се налази на надморској висини од 431 м.